# Городницька сільська рада (Підволочиський район)
Городни́цька сільська́ ра́да — адміністративно-територіальна одиниця та орган місцевого самоврядування в Підволочиському районі Тернопільської області. Адміністративний центр — село Городниця.

## Загальні відомості
- Територія ради: 3,101 км²
- Населення ради: 1 065 осіб (станом на 2001 рік)

## Населені пункти
Сільській раді були підпорядковані населені пункти:
- с. Городниця

## Склад ради
Рада складалася з 16 депутатів та голови.
- Голова ради: Макоїд Олег Михайлович
- Секретар ради: Гевчук Ольга Михайлівна

### Керівний склад попередніх скликань
| Прізвище, ім'я, по батькові | Основні відомості                                                 | Дата обрання | Дата звільнення |
| --------------------------- | ----------------------------------------------------------------- | ------------ | --------------- |
| Макоїд Олег Михайлович      | Сільський голова, 1955 року народження, освіта вища, безпартійний | 26.03.2006   | 31.10.2010      |
| Макоїд Олег Михайлович      | Сільський голова, 1955 року народження, освіта вища, безпартійний | 31.10.2010   |                 |

Примітка: таблиця складена за даними сайту Верховної Ради України

### Депутати
За результатами місцевих виборів 2010 року депутатами ради стали:

#### За суб'єктами висування
| Суб'єкт висування | Кількість обраних депутатів | %   |
| ----------------- | --------------------------- | --- |
| Самовисування     | 16                          | 100 |

#### За округами
| № округу | Прізвище, ім'я, по батькові   | Дата визнання обраним | Освіта  | Партійна приналежність | Відомості про обраного депутата           |
| -------- | ----------------------------- | --------------------- | ------- | ---------------------- | ----------------------------------------- |
| 1        | Евчук Ольга Михайлівна        | 04.11.2010            | середня | позапартійна           | Городницька сільська рада, секретар       |
| 2        | Стєпанов Іван Миколайович     | 04.11.2010            | середня | позапартійний          | ФГ .Барселона,, агроном                   |
| 3        | Дацків Василь Павлович        | 04.11.2010            | середня | позапартійний          | приватний підприємець                     |
| 4        | Цетнар Олександра Ярославівна | 04.11.2010            | середня | позапартійна           | Городницька сільська рада, бухгалтер      |
| 5        | Масний Іван Корнелійович      | 04.11.2010            | вища    | позапартійний          | приватний підприємець                     |
| 6        | Лебідь Наталя Тарасівна       | 04.11.2010            | вища    | позапартійна           | приватний підприємець                     |
| 7        | Легінь Михайло Володимирович  | 04.11.2010            | середня | позапартійний          | Скалатське ПТУ 23, майстер                |
| 8        | Дацків Андрій Петрович        | 04.11.2010            | вища    | позапартійний          | Скалатське АЗС автосервіс, оператор       |
| 9        | Щебивовк Богдан Йосипович     | 04.11.2010            | середня | позапартійний          | тимчасово не працює                       |
| 10       | Чорній Ігор Володимирович     | 04.11.2010            | середня | позапартійний          | ФГ, щедра нива,, ветлікар                 |
| 11       | Кравець Андрій Михайлович     | 04.11.2010            | середня | позапартійний          | студент                                   |
| 12       | Дацків Іван Ярославович       | 04.11.2010            | вища    | позапартійний          | студент                                   |
| 13       | Смаковуз Олег Петрович        | 04.11.2010            | середня | позапартійний          | Великі бірки, майстер                     |
| 14       | Голояд Віталій Романович      | 04.11.2010            | вища    | позапартійний          | ФГ, щедра нива,, зварник                  |
| 15       | Потерайко Ульяна Михайлівна   | 04.11.2010            | середня | позапартійна           | Городницька сільська рада, землевпорядник |
| 16       | Котис Михайло Васильович      | 04.11.2010            | середня | позапартійний          | Скалатське ПТУ 23, майстер                |